# TNFRSF17
TNFRSF17 (англ. TNF receptor superfamily member 17) – білок, який кодується однойменним геном, розташованим у людей на короткому плечі 16-ї хромосоми. Довжина поліпептидного ланцюга білка становить 184 амінокислот, а молекулярна маса — 20 165.
| 10         |  | 20         |  | 30         |  | 40         |  | 50         |
| ---------- |  | ---------- |  | ---------- |  | ---------- |  | ---------- |
| MLQMAGQCSQ |  | NEYFDSLLHA |  | CIPCQLRCSS |  | NTPPLTCQRY |  | CNASVTNSVK |
| GTNAILWTCL |  | GLSLIISLAV |  | FVLMFLLRKI |  | NSEPLKDEFK |  | NTGSGLLGMA |
| NIDLEKSRTG |  | DEIILPRGLE |  | YTVEECTCED |  | CIKSKPKVDS |  | DHCFPLPAME |
| EGATILVTTK |  | TNDYCKSLPA |  | ALSATEIEKS |  | ISAR       |  |            |

A: Аланін

C: Цистеїн

D: Аспарагінова кислота

E: Глутамінова кислота

F: Фенілаланін

G: Гліцин

H: Гістидин

I: Ізолейцин

K: Лізин

L: Лейцин

M: Метіонін

N: Аспарагін

P: Пролін

Q: Глутамін

R: Аргінін

S: Серин

T: Треонін

V: Валін

W: Триптофан

Кодований геном білок за функцією належить до рецепторів. 
Задіяний у таких біологічних процесах, як адаптивний імунітет, імунітет, альтернативний сплайсинг. 
Локалізований у клітинній мембрані, мембрані.